# Грамлинг (Јужна Каролина)
Грамлинг (енгл. Gramling) насељено је место без административног статуса у америчкој савезној држави Јужна Каролина.

## Демографија
По попису из 2010. године број становника је 86.
| Група             | 2000.    | 2010.      |
| Белци             | 0 (0,0%) | 65 (75,6%) |
| Афроамериканци    | 0 (0,0%) | 4 (4,7%)   |
| Азијати           | 0 (0,0%) | 0 (0,0%)   |
| Хиспаноамериканци | 0 (0,0%) | 15 (17,4%) |
| Укупно            | 0        | 86         |